# Puerto Transatlántico Internacional Teniente José Azueta
El Puerto Transatlántico Internacional Teniente José Azueta es el puerto de pasajeros de Acapulco. Está ubicado en el malecón, y cuenta con un estacionamiento de 6 pisos más un estacionamiento para taxis. Este puerto es operado por la Administración Portuaria Integral de Acapulco S.A. de C.V.
Gracias a su medida lineal, el puerto puede albergar barcos de calado de 9 metros y cruceros. Este puerto está diseñado para los turistas que vienen en cruceros, y un muelle semiespecializado en contenedores y carga general, por lo cual dispone 5700 m² de bodega y 8300 m² de patios de almacenamiento. El puerto está adherido a la Marina y al Club de Yates de Acapulco. Para los servicios de pasajeros, cuenta con una sala de espera, muy confortable para turistas.

## Infraestructura
El puerto cuenta con una terminal de pasajeros con área comercial, un atracadero de yates con servicios básicos, una marina seca o “dry storage”, una estación marina de combustible para yates, embarcaciones, así como una terminal especializada en autos única en México.

### Áreas
El puerto está integrado por las siguientes áreas ordenadas de Oriente a Poniente
1. Quay de la Marina de Acapulco
2. Depósito de Combustible
3. Muelle de la Marina
4. Terminal de Carros
5. Terminal de Automóviles Contiguo
6. Oficinas de la API Acapulco
7. Dique seco de la Marina de Acapulco
8. Terminal 2
9. Terminal de Cruceros
10. Muelle Flotante

## Arribo de cruceros

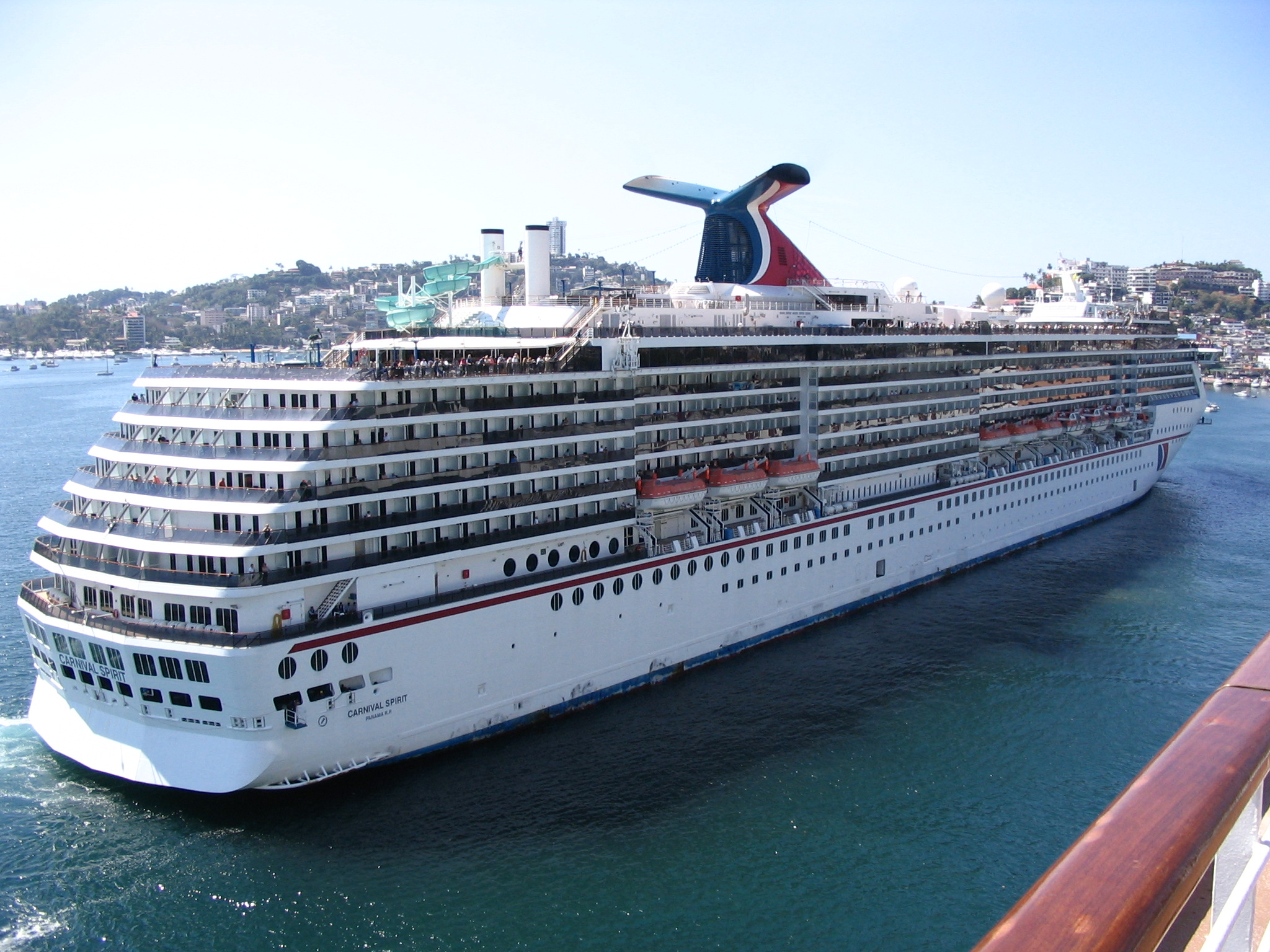
Carnival Spirit en la Terminal Marítima de Acapulco.

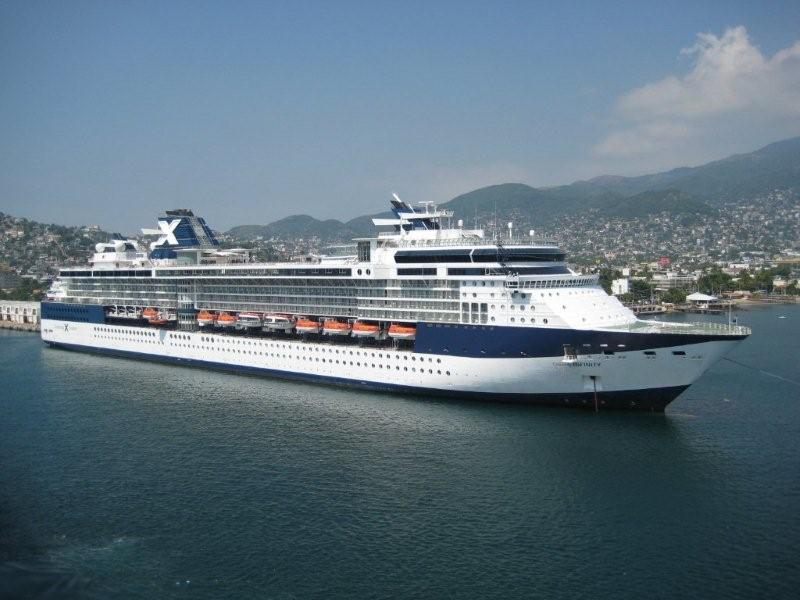
Crucero Celebrity Infinity en Acapulco.

En el 2010 mantuvo un volumen promedio anual del orden de los 120 a 140 embarcaciones, con alrededor de 240 mil pasajeros que dejaron una derrama económica en beneficio de los habitantes de Acapulco de más de 42 millones de dólares cada año. Dadas las circunstancias de inseguridad, las expectativas han bajado. En 2012 se esperaban solamente 14 arribos y menos de 10 mil visitantes.
Los esfuerzos que realizan los tres niveles de gobierno en los programas de seguridad como el que se aplica de Guerrero Seguro en este puerto podría dar confianza a los empresarios de cruceros pero sería hasta el año 2015 cuando reactivarían las rutas que ya tenían canceladas hacia este puerto de Acapulco.

### Cruceros
Estos son algunos de los cruceros que han llegado al puerto de Acapulco.
| - ARM Cuauhtémoc (BE-01) - GTS Celebrity Infinity - Carnival Spirit - Maasdam - Princess Mariana - Cristal Symphony - Statendam Statendam - Cristal Harmony - Vision of the Seas - Columbus - Seven Seas Navigator - Stella Solaris - Delphin - QE2 | - legend Seabourn Legend - Astor - Aurora - Infinity - Raddiance - Mercury - Norwegian Bliss - Norwegian Encore - Sea Princess - Volendam - Westerdam - Dawn Princess - Sun Princess - Ocean Princess |

## Estadísticas
Movimiento portuario de carga y cruceros de Acapulco entre los años 2016 y 2019. Actualmente el Puerto Transatlántico es el noveno y décimo lugar nacional en cuanto a arribos de cruceros y número de pasajeros recibidos en 2019 respectivamente.
| Año  | Cruceros | Pasajeros | Toneladas |
| ---- | -------- | --------- | --------- |
| 2016 | 18       | 20,487    | 681,803   |
| 2017 | 30       | 30,793    | 702,659   |
| 2018 | 25       | 31,337    | 1,322,532 |
| 2019 | 29       | 42,647    | 1,330,733 |
| 2023 | 14       | 32,498    | 463,100   |

## Distancias
| Puerto          | Los Ángeles | Avalon Catalina | San Diego | Ensenada | Cabo San Lucas | Mazatlán | Puerto Vallarta | Zihuatanejo | Acapulco | Panamá |
| --------------- | ----------- | --------------- | --------- | -------- | -------------- | -------- | --------------- | ----------- | -------- | ------ |
| Los Ángeles     | X           | 25              | 95        | 175      | 1004           | 1227     | 1502            | 1713        | 1870     | 3527   |
| Avalon          | 25          | X               | 78        | 158      | 987            | 1210     | 1485            | 1740        | 1853     | 3510   |
| San Diego       | 95          | 78              | X         | 80       | 909            | 1132     | 1407            | 1662        | 1775     | 3432   |
| Ensenada        | 175         | 158             | 80        | X        | 829            | 1052     | 1327            | 1582        | 1695     | 3352   |
| Cabo San Lucas  | 1004        | 987             | 909       | 829      | X              | 223      | 523             | 650         | 771      | 2428   |
| Mazatlán        | 1227        | 1210            | 1132      | 1052     | 223            | X        | 275             | 530         | 388      | 1932   |
| Puerto Vallarta | 1502        | 1485            | 1407      | 1327     | 523            | 275      | X               | 255         | 368      | 1912   |
| Zihuatanejo     | 1713        | 1740            | 1662      | 1582     | 650            | 530      | 255             | X           | 113      | 1770   |
| Acapulco        | 1870        | 1853            | 1775      | 1695     | 771            | 388      | 368             | 113         | X        | 1657   |
| Panama          | 3527        | 3510            | 3432      | 3352     | 2428           | 1932     | 1912            | 1770        | 1657     | X      |

## Galería

Puerto Teniente José Azueta
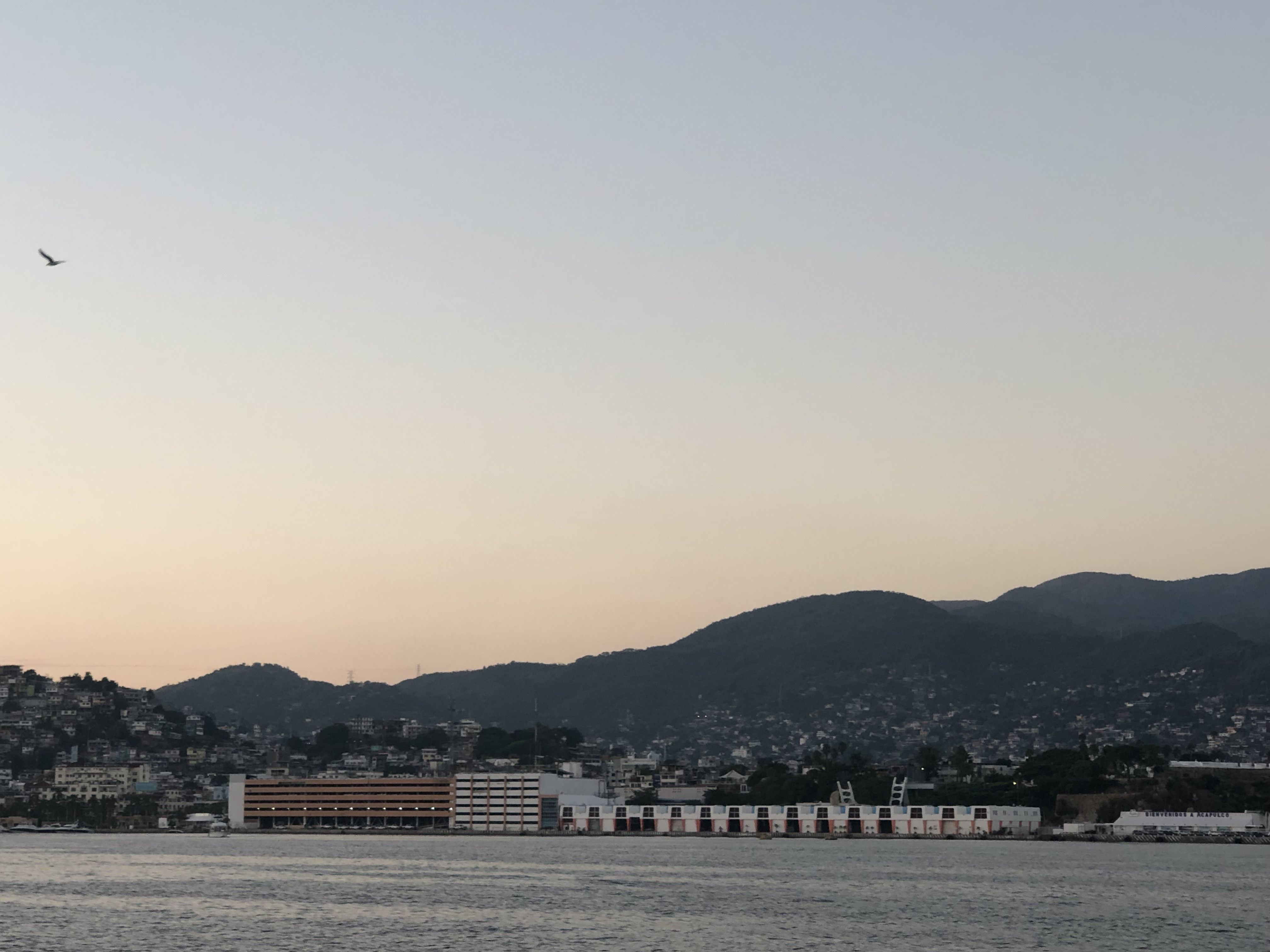
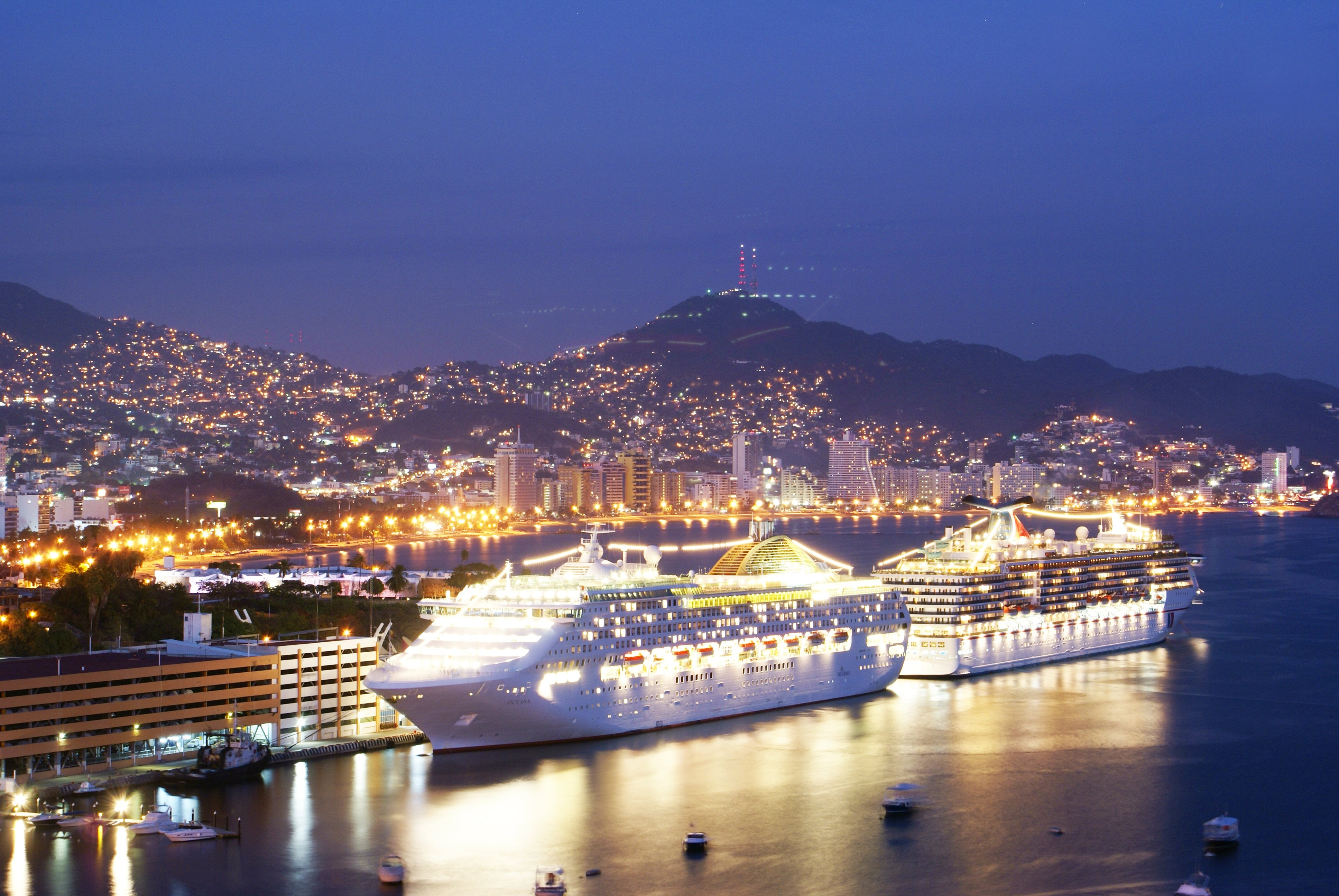
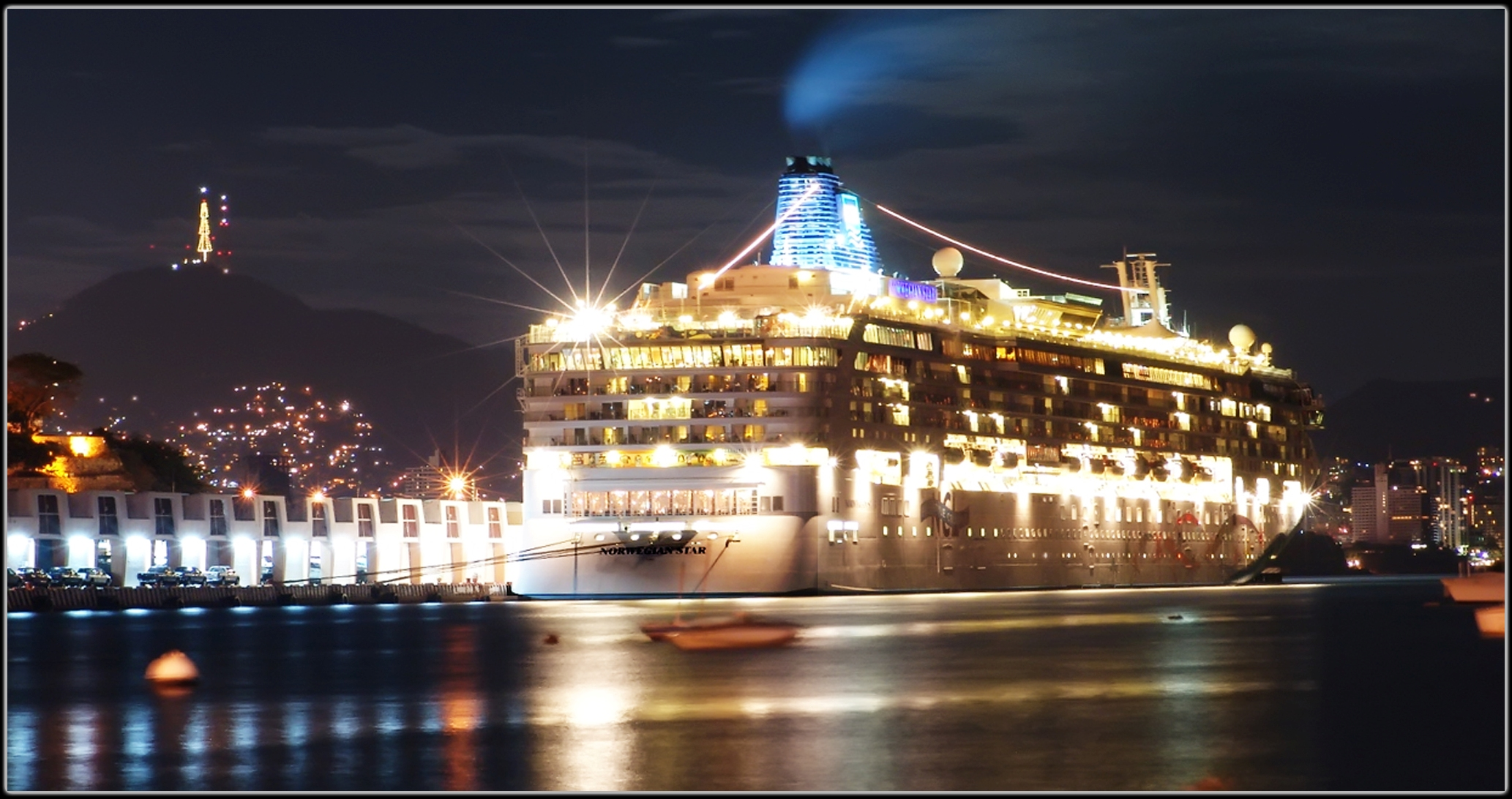
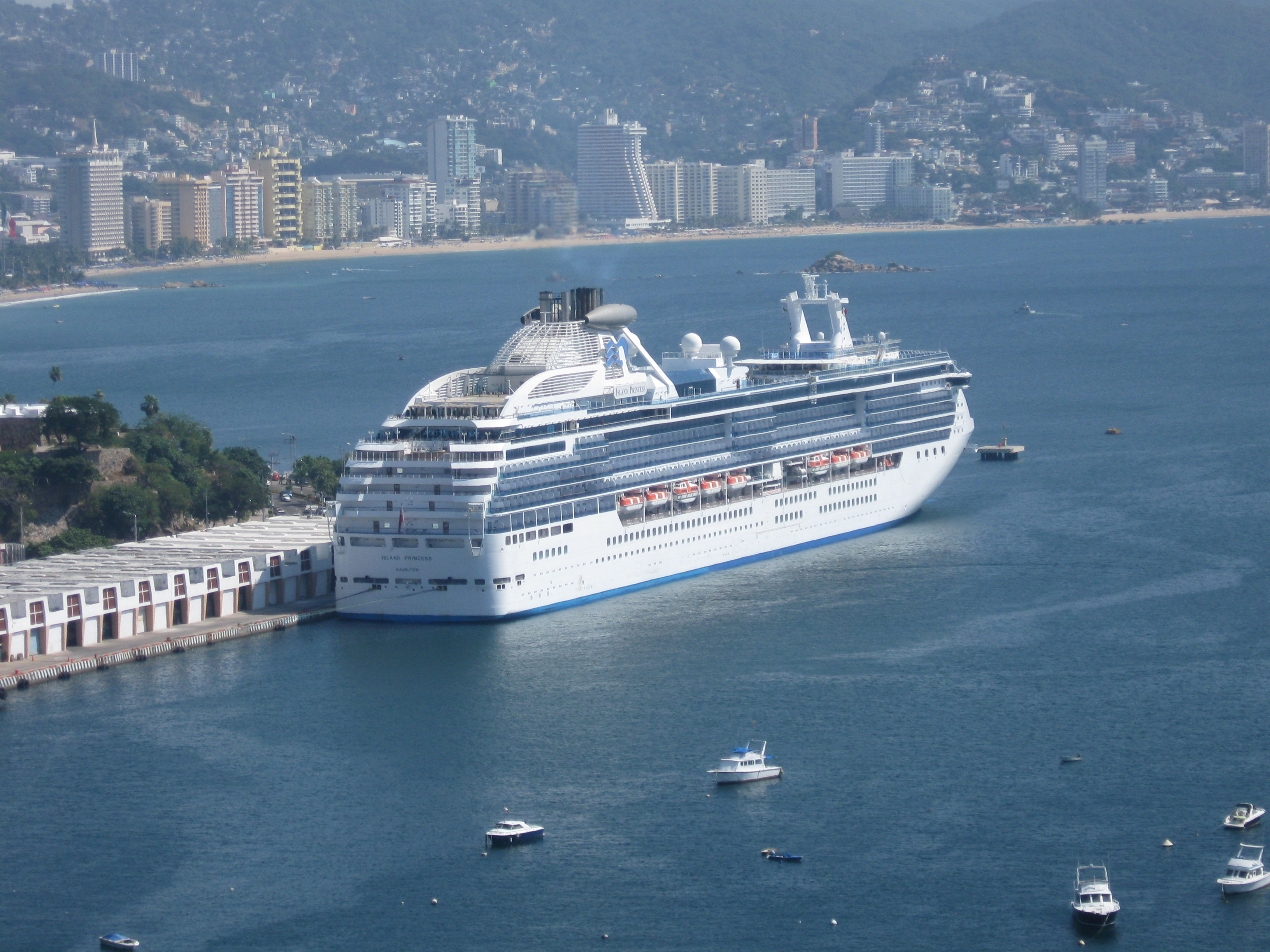
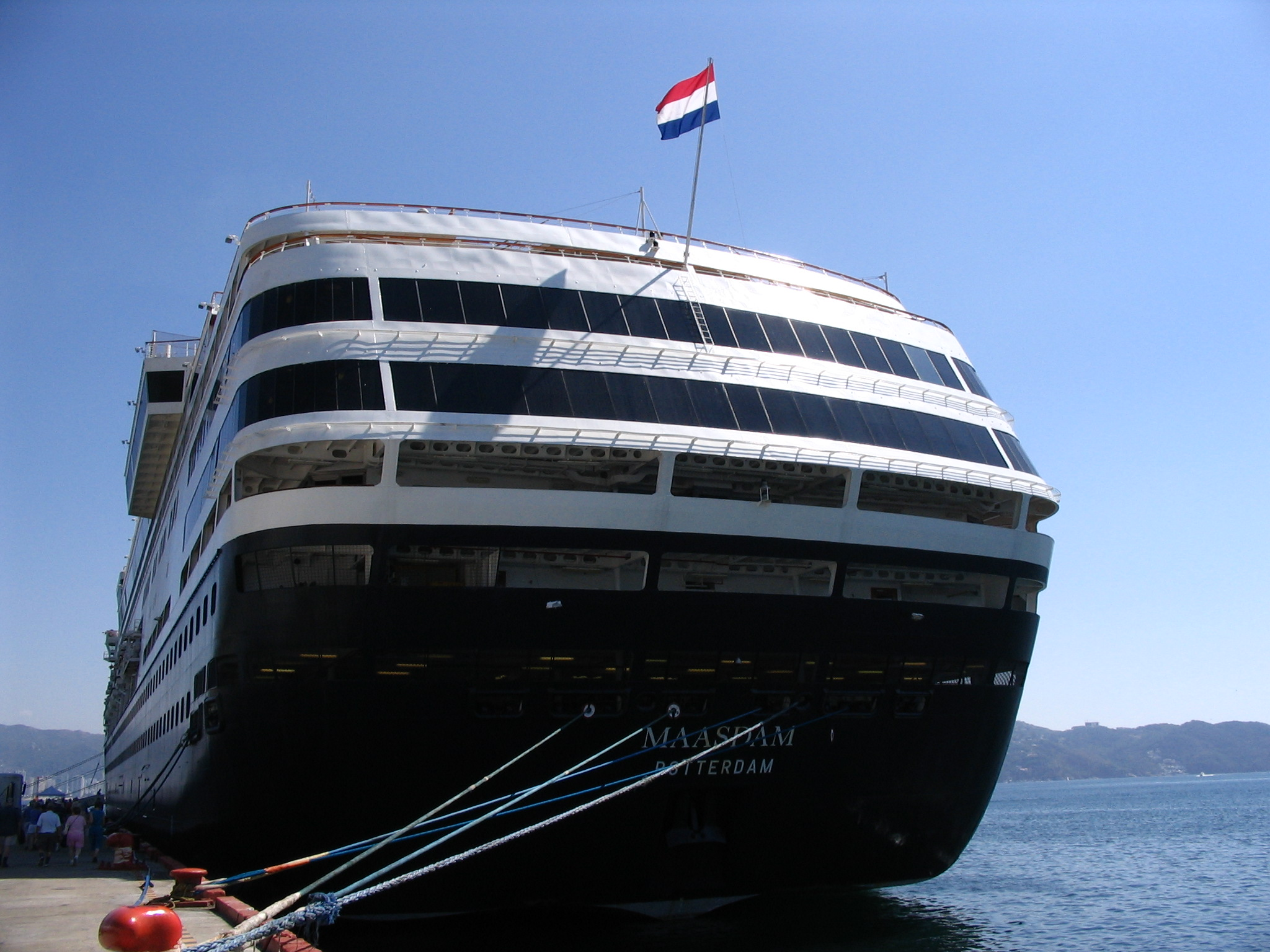
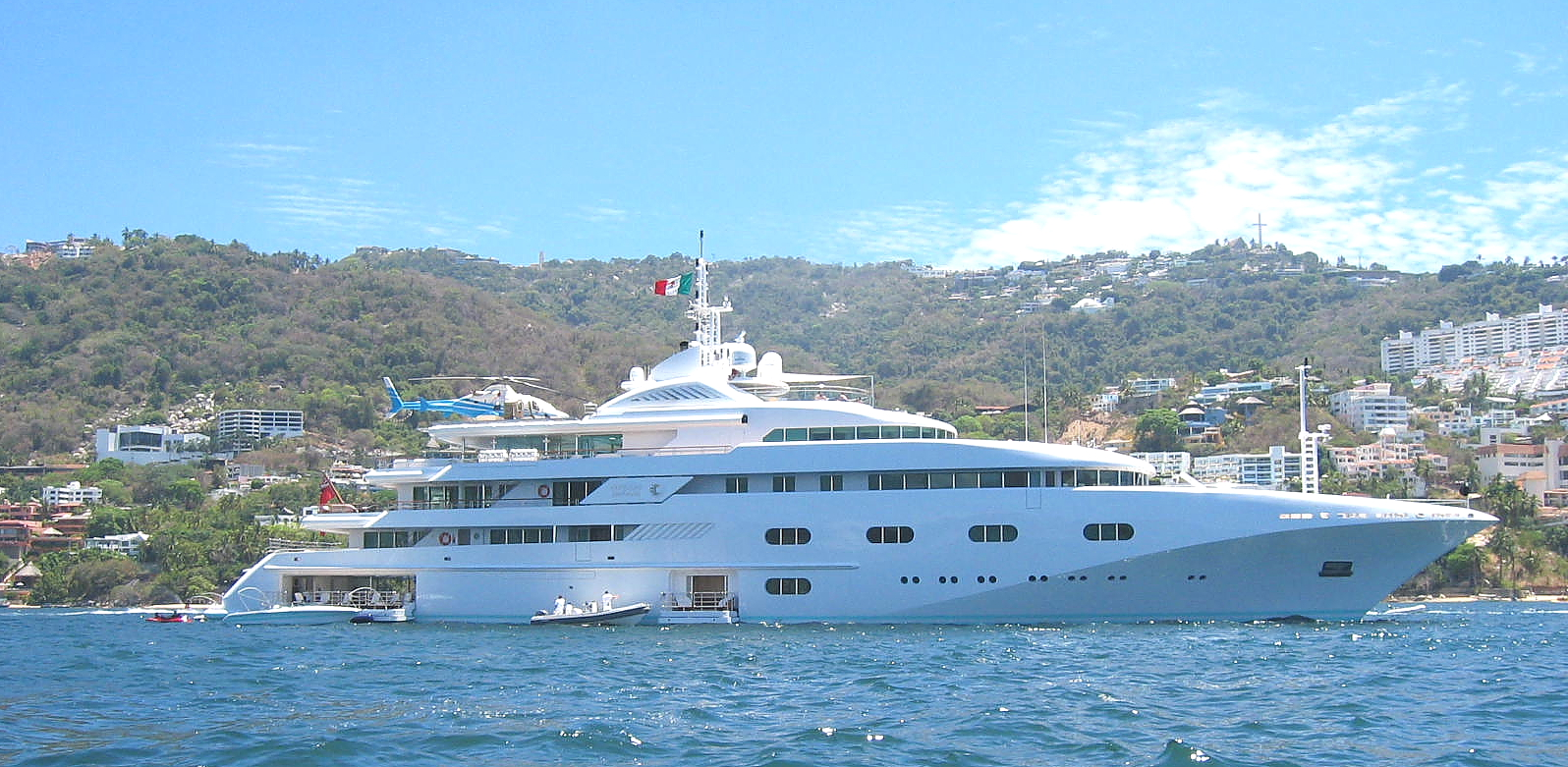
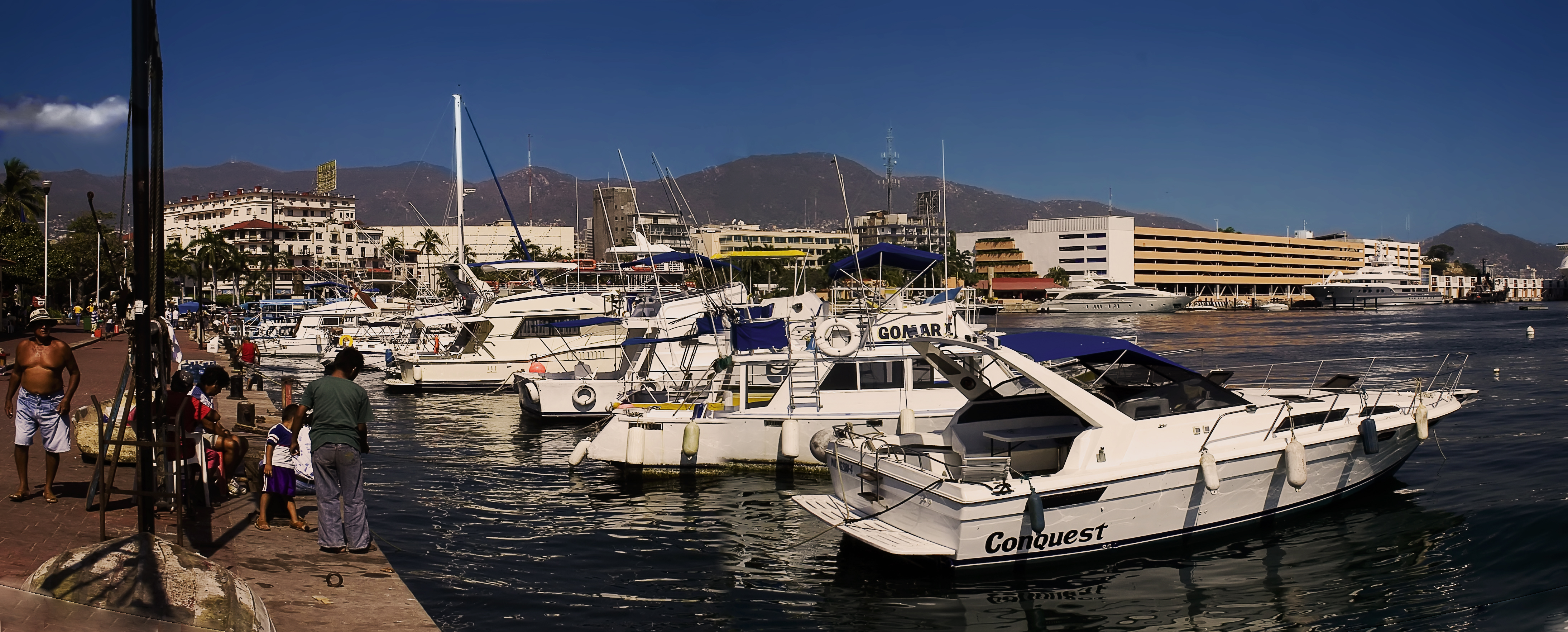
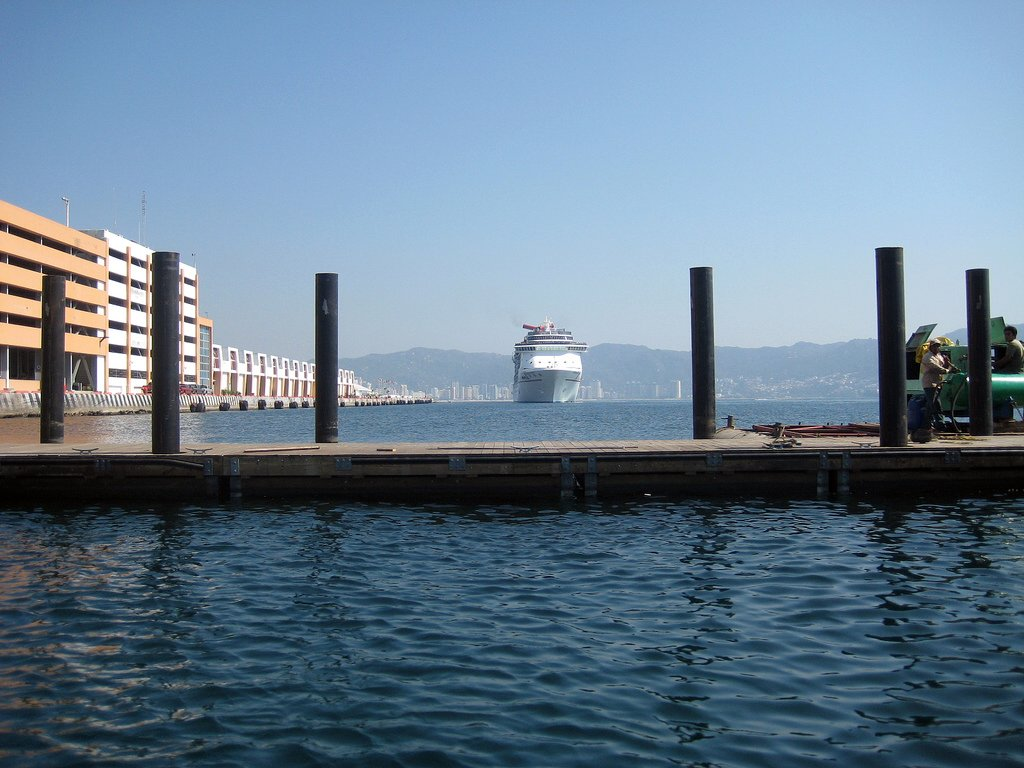
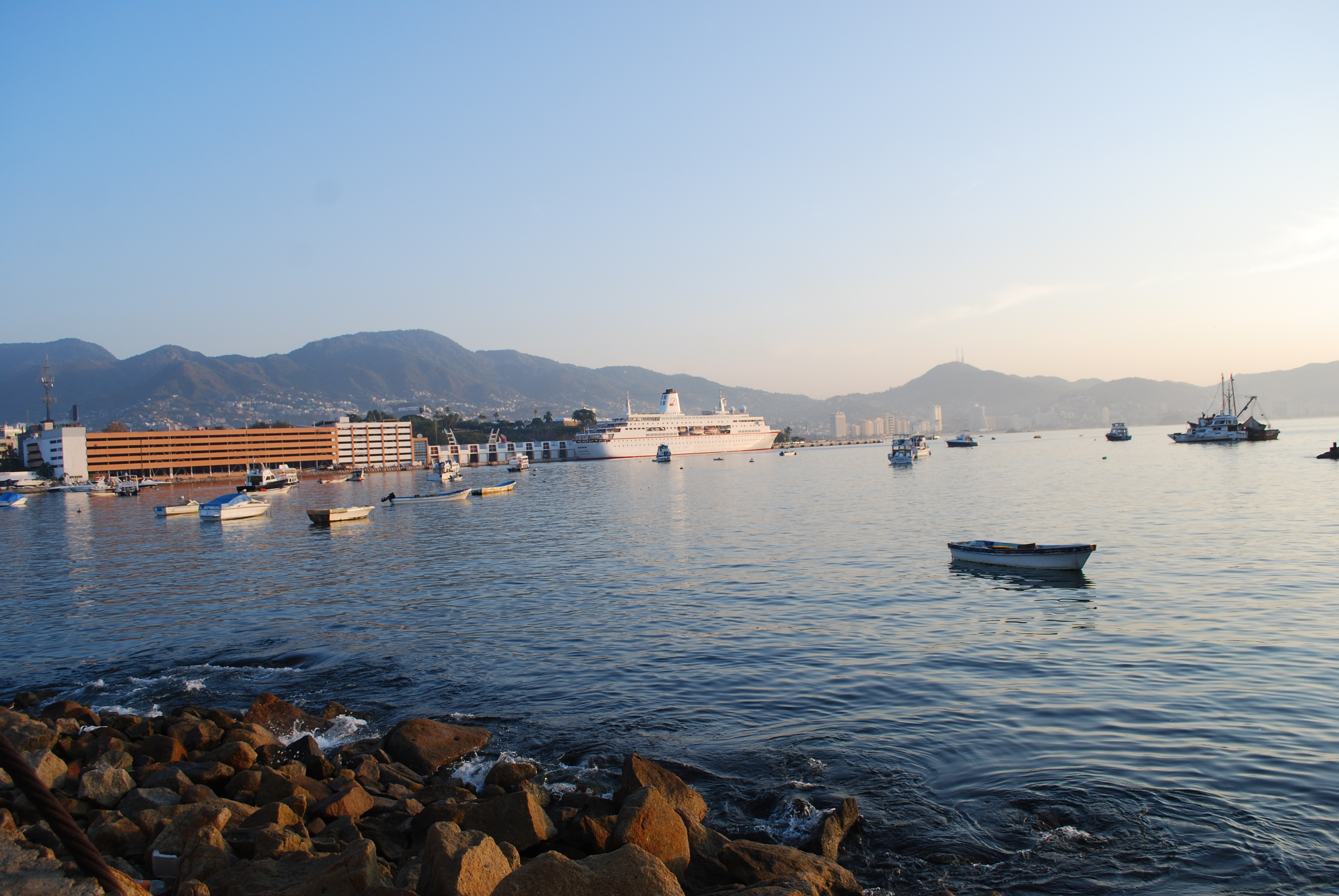
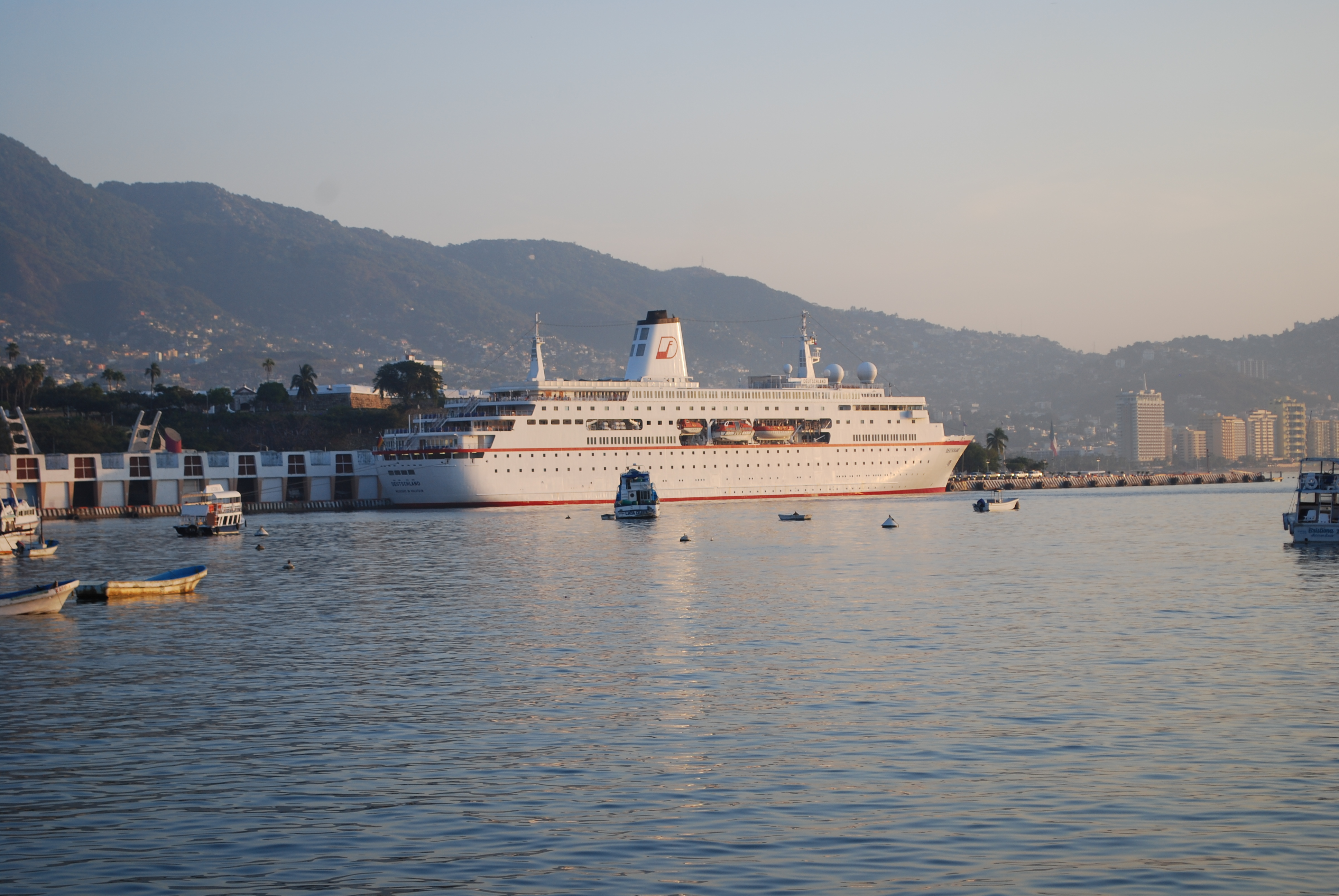